# Мелвілл (Род-Айленд)
Мелвілл (англ. Melville) — переписна місцевість (CDP) в США, в окрузі Ньюпорт штату Род-Айленд. Розташована у межах міста Портсмут. Населення — 1609 осіб (2020).

## Географія
Мелвілл розташований за координатами 41°32′14″ пн. ш. 71°18′36″ зх. д. / 41.53722° пн. ш. 71.31000° зх. д. (41.537245, -71.310086). За даними Бюро перепису населення США в 2010 році переписна місцевість мала площу 13,11 км², з яких 5,42 км² — суходіл та 7,69 км² — водойми.

## Демографія

### Перепис 2010
Згідно з переписом 2010 року, у переписній місцевості мешкало 1320 осіб у 386 домогосподарствах у складі 328 родин. Густота населення становила 101 особа/км². Було 579 помешкань (44/км²).
Расовий склад населення:
| - 72,4 % — білих - 8,9 % — чорних або афроамериканців - 6,1 % — азіатів - 0,2 % — корінних американців - 0,1 % — вихідців з тихоокеанських островів - 3,4 % — осіб інших рас |

До двох чи більше рас належало 8,9 %. Частка іспаномовних становила 11,8 % від усіх жителів.
За віковим діапазоном населення розподілялося таким чином: 42,6 % — особи молодші 18 років, 56,0 % — особи у віці 18—64 років, 1,4 % — особи у віці 65 років та старші. Медіана віку мешканця становила 25,8 року. На 100 осіб жіночої статі у переписній місцевості припадало 104,0 чоловіків; на 100 жінок у віці від 18 років та старших — 98,4 чоловіків також старших 18 років.
Середній дохід на одне домашнє господарство становив 54 007 доларів США (медіана — 52 024), а середній дохід на одну сім'ю — 52 511 долар (медіана — 51 726). Медіана доходів становила 46 150 доларів для чоловіків та 35 694 долари для жінок. За межею бідності перебувало 17,7 % осіб, у тому числі 21,4 % дітей у віці до 18 років та 0,0 % осіб у віці 65 років та старших.
Цивільне працевлаштоване населення становило 322 особи. Основні галузі зайнятості: публічна адміністрація — 38,8 %, освіта, охорона здоров'я та соціальна допомога — 27,6 %, роздрібна торгівля — 11,2 %, мистецтво, розваги та відпочинок — 7,1 %.

### Перепис 2000
За даними перепису 2000 року
на території муніципалітету мешкало 2 325 людей,
було 764 садиб та 637 сімей.
Густота населення становила 415,6 осіб/км². З 764 садиб у 61,5% проживали діти до 18 років, подружніх пар, що мешкали разом, було 74,7%,
садиб, у яких господиня не мала чоловіка — 6,8%, садиб без сім'ї — 16,6%.
Власники 1,8% садиб мали вік, що перевищував 65 років, а в 14,3% садиб принаймні одна людина була старшою за 65 років. Кількість людей у середньому на садибу становила 3,02, а в середньому на родину 3,36.
Середній річний дохід на садибу становив 37 314 доларів США, а на родину — 40 134 доларів США. Чоловіки мали дохід 42 500 доларів, жінки — 20 813 доларів. Дохід на душу населення був 14 789 доларів. Приблизно 7,7% родин та 7,3% населення жили за межею бідності.
Медіанний вік населення становив 26 років. На кожних 100 жінок віком понад 18 років припадало 103,4 чоловіків.